# Калинівка (Глеюватська сільська громада)
Кали́нівка (МФА: [kɐˈɫɪɲiu̯kɐ] ( прослухати), до 2016 — Калініна) — село в Україні, Криворізькому районі Дніпропетровської області.
Населення — 248 мешканців.

## Географія
Село Калинівка знаходиться за 1 км від гідровідвалу ПівнГЗК, за 2 км від села Володимирівка і за 2,5 км від села Гомельське. Поруч проходить залізниця, роз'їзд Зав'ялівка за 2 км.

## Населення

### Мова
Розподіл населення за рідною мовою за даними перепису 2001 року:
| Мова       | Відсоток |
| ---------- | -------- |
| українська | 96,4 %   |
| російська  | 3,6 %    |